# Zadní Hrádek (přírodní památka)
Přírodní památka Zadní Hrádek byla vyhlášena 30. dubna 2015.
Území se nachází ve Středočeském kraji, v okrese Mladá Boleslav, na katastrálním území obce Sudoměř a severním okraji obce Skalsko poblíž železniční trati Mladá Boleslav – Mělník. Území je též stejnojmennou evropsky významnou lokalitou Natura 2000.

## Důvod ochrany

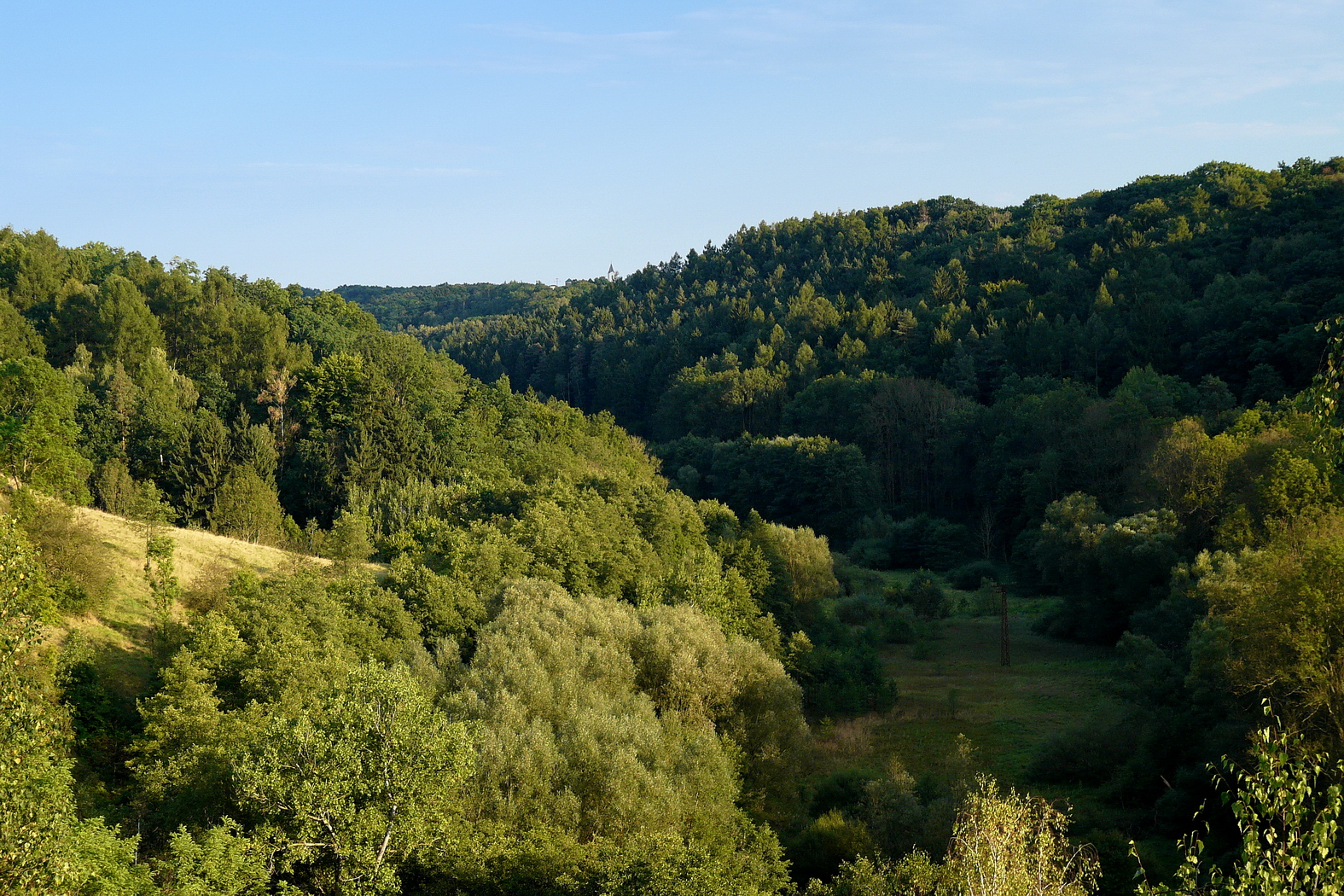
Strenický důl, vlevo stráň Zadního Hrádku

Předmětem ochrany jsou polopřirozené suché trávníky a facie křovin na vápnitých podložích (Festuco-Brometalia). Mezi chráněné rostliny subxeroterních trávníků patří širokolisté trávníky zastoupené především válečkou prapořitou (Brachypodium pinnatum) a kostřavou žlábkatou (Festuca rupicola). Místy je zaznamenán výskyt acidofilních trávníků.

## Popis lokality
Přírodní památka se nachází v jihovýchodní části ostrožny zvané Zadní Hrádek na rozloze 12,835 ha v nadmořské výšce 265–288 m. Podklad je tvořen vápenitými pískovci středního turonu v horizontálním uložení, které při úpatí svahu tvoří až deset metrů vysoké svahy. Nad skalními stupni (na vápnitých pískovcích) se vytvářejí pararendziny, jež přecházejí na svazích v podzoly. Oblast má dlouhé, teplé a suché léto s průměrnou teplotou v červenci 18–19 °C a srážkami 350–400 mm ve vegetačním období. Jaro a podzim je teplé až mírně teplé, zimní období je suché s průměrnou teplotou 2–3 °C v lednu, srážky se pohybují v rozmezí 200–300 mm. Na území přírodní památky se též nachází Skalský tunel. 

## Historické osídlení lokality
Ve vrchních partiích lokality byly objeveny archeologické zbytky opevněného pravěkého a středověkého sídliště – hradiště s pozůstatky obvodového opevnění. Místo je od roku 1988 pod názvem Hrádek u Sudoměře vedeno jako kulturní památka České republiky.